# Дзамин-Уд (станція)
Дзамин-Уд (монг. Замын ууд; кит. 扎门乌德站, пін. Zāménwūdé Zhàn) — прикордонна залізнична станція в Монголії, розташована на Трансмонгольській залізниці. Пункт переходу на монголо-китайському кордоні (на іншому боці кордону — станція Ерлянь).
Розташована в однойменному місті.